# Вилентас, Балтрамеюс

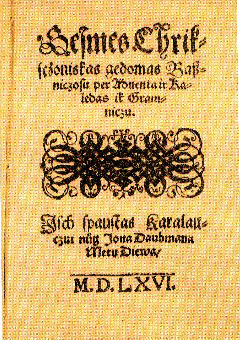
Песни христианские Мажвидаса (1566)

Балтраме́юс Ви́лентас (Бартоломеус Виллент, лит. Baltramiejus Vilentas; ок. 1525, Литва — апрель или май 1587, Кёнигсберг, ныне Калининград) — пастор, литовский писатель, переводчик, сочинитель религиозных гимнов.
Двоюродный брат литовского первопечатника Мартинаса Мажвидаса. Родился в дворянской семье в Великом княжестве Литовском. В 1546—1549 учился в Кёнигсбергском университете. С 1550 до смерти был пастором литовской общины в Кёнигсберге.
Унаследовал рукописи умершего в 1563 Мартинаса Мажвидаса, издал сборник религиозных песен на литовском языке «Песнопения христианские» (лит. Giesmės krikščioniškos; ч. I — 1566, 94 стр.; ч. II — 1570, 350 стр.). Обе изданы в типографии Иоганна Даубманна. Первую часть успел отредактировать Мажвидас. Обе части Вилентас дополнил двумя песнями собственного сочинения. Кроме того, во вторую часть включил новые переводы псалмов Абраомаса Кульветиса, Аугустинаса Йомантаса и др. Оригиналы сборника «Песнопения христианские» не сохранились и известны по факсимильным изданиям Юргиса Герулиса (Георг Геруллис; 1922, 1923). Пользуясь переводом Мажвидаса, заново перевёл с немецкого на литовский малый катехизис Мартина Лютера «Энхиридион» (лит. Katekizmas mažas, 1575; сохранилось 2-е изд. 1579).
Перевёл с латинского и польского языков «Евангелия и нравоучение» (лит. Evangelijas bei epistolas, 1579) — первый сборник евангельских текстов на литовском языке. В посвящении герцогу Альбрехту, помимо благодарности просвещённому властелину Пруссии, содержатся сведения о Мажвидасе и самом Вилентасе. «Евангелия и нравоучение» считается самым значительным произведением Вилентаса. Тексты этого издания читались в храмах Восточной Пруссии до появления первого полного литовского Нового завета (1701) и использовались католической церковью в Литве. Её использовали Йонас Бреткунас, отчасти также Микалоюс Даукша, Йонас Якнавичюс, Юозапас Арнулфас Гедрайтис.